# محطة القطامي (يريم)

تعديل مصدري - تعديل

محطة القطامي محلة تابعة لقرية حتقل، التابعة لعزلة رعين بمديرية يريم إحدى مديريات محافظة إب في الجمهورية اليمنية.، بلغ تعداد سكانها 47 حسب تعداد اليمن لعام 2004.